# Little Falls (Wisconsin)
Little Falls es un pueblo ubicado en el condado de Monroe, en el estado estadounidense de Wisconsin. En el censo de 2010 tenía una población de 1.523 habitantes. Tiene una población estimada, en 2019, de 1.494 habitantes.

## Geografía
Little Falls se encuentra ubicado en las coordenadas 44°5′54″N 90°52′36″O / 44.09833, -90.87667. Según la Oficina del Censo de los Estados Unidos, Little Falls tiene una superficie total de 178.28 km², de la cual 177.29 km² corresponden a tierra firme y (0.56%) 0.99 km² es agua.

## Demografía
Según el censo de 2010, había 1.523 personas residiendo en Little Falls. La densidad de población era de 8,54 hab./km². De los 1.523 habitantes, Little Falls estaba compuesto por el 96.98% blancos, el 0.13% eran afroamericanos, el 0.92% eran amerindios, el 0.92% eran asiáticos, el 0.07% eran isleños del Pacífico, el 0.2% eran de otras razas y el 0.79% pertenecían a dos o más razas. Del total de la población el 1.12% eran hispanos o latinos de cualquier raza.